# René Voillaume
René Voillaume (Versailles, 19 juli 1905 - Aix-en-Provence, 13 mei 2003) was een Frans rooms-katholiek geestelijke. Hij was in 1933 de stichter van de religieuze congregatie Kleine Broeders van Jezus. Hij was ook medeoprichter van de Kleine Zusters van Jezus. Daarnaast stichtte hij ook de Kleine Broeders van het Evangelie (1956) en de Kleine Zusters van het Evangelie (1963). Deze verschillende stichtingen werden geïnspireerd door het leven en de spiritualiteit van Charles de Foucauld.

## Levensloop
René Voillaume werd geboren in een vrome familie van de burgerij uit Versailles. Zijn oudste zus werd Witte Zuster van Afrika. Zijn vader en zijn ooms waren ingenieur. Tijdens de Eerste Wereldoorlog werd hij intern in het College van La Bourboule. Steeds gebogen over zijn lectuur en aangetrokken door de wetenschappen studeerde hij verder in het Collège Saint-Jean-de-Béthune. Hij werd sterk beïnvloed door het lezen van de biografie van Charles de Foucauld, geschreven door René Bazin. Hij werd seminarist in het seminarie van Issy-les-Moulineaux en in 1925 trad hij in bij de Witte Paters van Afrika in Maison Carrée bij Algiers. Vanwege zijn niet zo sterke gezondheid, keerde hij na een jaar naar het seminarie van Issy-les-Moulineaux terug. Op 29 juni 1929 werd hij er tot priester gewijd. Hij vertrok daarna naar Rome waar hij verder studeerde aan het Angelicum en er kennismaakte met de dominicaan Réginald Garrigou-Lagrange. 
Op 8 september 1933 stichtte hij de Kleine Broeders van Jezus. Samen met vier vrienden trok hij een pij aan in de Basiliek van het Heilig Hart in Montmartre en ze gingen wonen in een verlaten militair fort in het Algerijnse El Abiodh Sidi Cheick met als doel er te leven volgens de spiritualiteit van Charles de Foucauld. De mobilisatie van 1939 dreef de kleine groep uiteen. Voillaume werd ingekwartierd in Oran, vervolgens in Touggourt. Eenmaal vrij, vanaf  juni 1944 nam hij zijn intrek in de kluis van Djebel-Aïssa. Onder de leiding van Broeder Noël, geboren Onésime Retailleau (auteur van Ce que croyait Charles de Foucauld, Tours, 1971), die novicemeester werd, kende de jonge groep een toestroom van nieuwe rekruten. Voillaume trok naar Frankrijk en vervolgens naar Rome waar hij ambassadeur Jacques Maritain ontmoette. Gesprekken leidden tot een meer aanvaardbare interpretatie van de regels die door de Foucauld waren opgesteld en die als onhoudbaar werden beschouwd. De constituties van de nieuwe congregatie werden in 1947 goedgekeurd. Voillaume publiceerde hierop het boek Les fraternités du Père de Foucauld. Mission et esprit en een eerste 'fraterniteit' werd gesticht in Aix-en-Provence. In 1952 verscheen zijn boek Au cœur des masses, dat een bestseller werd. In 1951 telde de congregatie zestien fraterniteiten, en in 1959 waren het er vijftig. In 1965 nam Voillaume ontslag uit zijn functie van algemeen overste. In 1968 was hij predikant in het Vaticaan, voor de retraite waarop ook paus Paulus VI aanwezig was.
René Voillaume stichtte ook nog, samen met Marguerite Poncet, het lekeninstituut Fraterniteit Jezus Caritas. Hij werkte ook samen met de stichteres Magdeleine Hutin bij het consolideren van de Kleine Zusters van Jezus Hij celebreerde de Mis bij haar uitvaart in november 1989.
In oktober 2001 trok Voillaume zich terug bij de Kleine Zusters van Jezus in Aix-en-Provence en overleed er.

## Publicaties
- Au cœur des masses : La vie religieuse des Petits Frères du père de Foucauld., éditions du Cerf, 1952
- Retraite au Vatican, Paris, Fayard, 1969, 277 p.
- Concerning Religious Life, Darton,Longman & Todd Ltd, 1975
- Mitten in der Welt. Charles de Foucauld und seine Kleinen Brüder., Freiburg, Herder Verlag, 1960
- The Need for Contemplation, Darton, Longman & Todd Ltd, 1972
- Faith and Contemplation, Darton, Longman & Todd Ltd, 1974
- Christian Vocation, Darton, Longman & Todd Ltd, 1973
- Living God,Darton, Longman & Todd Ltd, 1980
- La Contemplation aujourd'hui, Paris, Foi vivante, 1979
- Brothers of Men, Darton, Longman & Todd Ltd, 1966
- Silent pilgrimage to God: The spirituality of Charles de Foucauld, Orbis Books, 1975
- The Truth Will Make You Free: Letters to the Little Brothers
- L'Éternel vivant, Le Cerf, 1978
- Source of Life: Eucharist and Christian Living, Darton, Longman & Todd Ltd, 1976
- Follow Me: The Call to the Religious Life Today, Darton, Longman and Todd, 1978
- À la suite de Jésus, Les Éditions du Cerf, 1965
- Truth Will Make You Free, Darton, Longman & Todd Ltd, 1976
- Zeugnis für Christus in Armut, Freiburg, Herder Verlag, 1964
- Botschaft vom Wege. Briefe weltnaher Bruderliebe., Freiburg, Herder Verlag, 1962
- Pregare per vivere, San Paolo Edizioni, 2007